# Les Durs à cuire
Pour plus de détails, voir Fiche technique et Distribution.
Les Durs à cuire, sous-titré ou comment supprimer son prochain sans perdre l'appétit, est un film français réalisé par Jack Pinoteau, sorti en 1964

## Synopsis
Au soir de la « première » de sa nouvelle pièce dans un théâtre des Boulevards, Germain regagne sa calme propriété banlieusarde pour y goûter les joies de la vie conjugale et de l'amitié. Il est heureux, en effet, de retrouver sa charmante épouse, Rika, sa dévouée et jolie secrétaire, Josette, et ses deux inséparables amis : Robert, un camarade de guerre qui ne le quitte jamais, et Louis, son collaborateur littéraire. Au moment où Germain franchit le perron de sa demeure, une cheminée s'abat presque sur lui. Cette chute insolite, bientôt suivie de la rupture des freins de sa voiture, ne laisse pas de l'inquiéter. Ne serait-il plus en sécurité chez lui ? Qui donc voudrait le supprimer ? Germain charge alors un détective privé, Rossignol, de mener l'enquête. Il croit à tort que sa femme le trompe avec son ami Louis et que ce dernier, aidé du parasite Robert, ne cherche qu'à le supprimer. Alors, pour se venger, lui, le spécialiste au théâtre du crime parfait, décide de les assassiner ; mais, tandis qu'il déploie des trésors d'ingéniosité farfelue pour arriver à ses fins, une main inconnue, et combien habile, devance tous ses crimes. Il y a de quoi perdre la tête ! Et c'est ce qui se produit lorsque Germain, se croyant trompé, découvre que sa secrétaire dont il a fait, par dépit, sa maîtresse, est une femme escroc au service du maître-chanteur Rossignol, et que sa gentille épouse, Rika, a décidé de supprimer les ennemis de son mari pour le protéger. Tout ce joli monde, survivant, sera dépêché d'urgence à l'hôpital psychiatrique, accueilli par un professeur de médecine qui ne laisse pas d'être inquiétant !

## Fiche technique
Source IMDb
- Titre : Les Durs à cuire ou comment supprimer son prochain sans perdre l'appétit
- Réalisation : Jack Pinoteau
- Adaptation : Jacques Emmanuel, Roger Pierre et Jack Pinoteau d'après le roman Dans mon joli pavillon de Michel Lebrun
- Dialogues : Jacques Emmanuel
- Musique : Paul Misraki
- Photographie : Claude Lecomte
- Montage : Georges Arnstam
- Société de production : Cimatel et Les Films Copernic
- Pays de production :  France
- Genre : comédie
- Format : noir et blanc - 35 mm - son mono
- Durée : 83 minutes
- Date de sortie : 
  - France : 10 juin 1964

## Distribution
Source IMDb
- Jean Poiret : Louis
- Roger Pierre : Germain Lormond
- Michel Serrault : Rossignol, le détective privé
- Mireille Darc : Josette
- Stéphane Audran : Rika Lormond
- Claude Chabrol : le psychiatre
- Hubert Deschamps : Robert Darsac
- Olivier Hussenot : le directeur du théâtre
- Max Montavon : l'homosexuel
- France Rumilly : Raymonde
- Fernand Sardou : l'inspecteur
- Marcel Achard : (lui-même) (non crédité)
- Philippe Castelli : le critique (non crédité)
- Jean Degrave : le procureur (non crédité)